# Julián Azaad

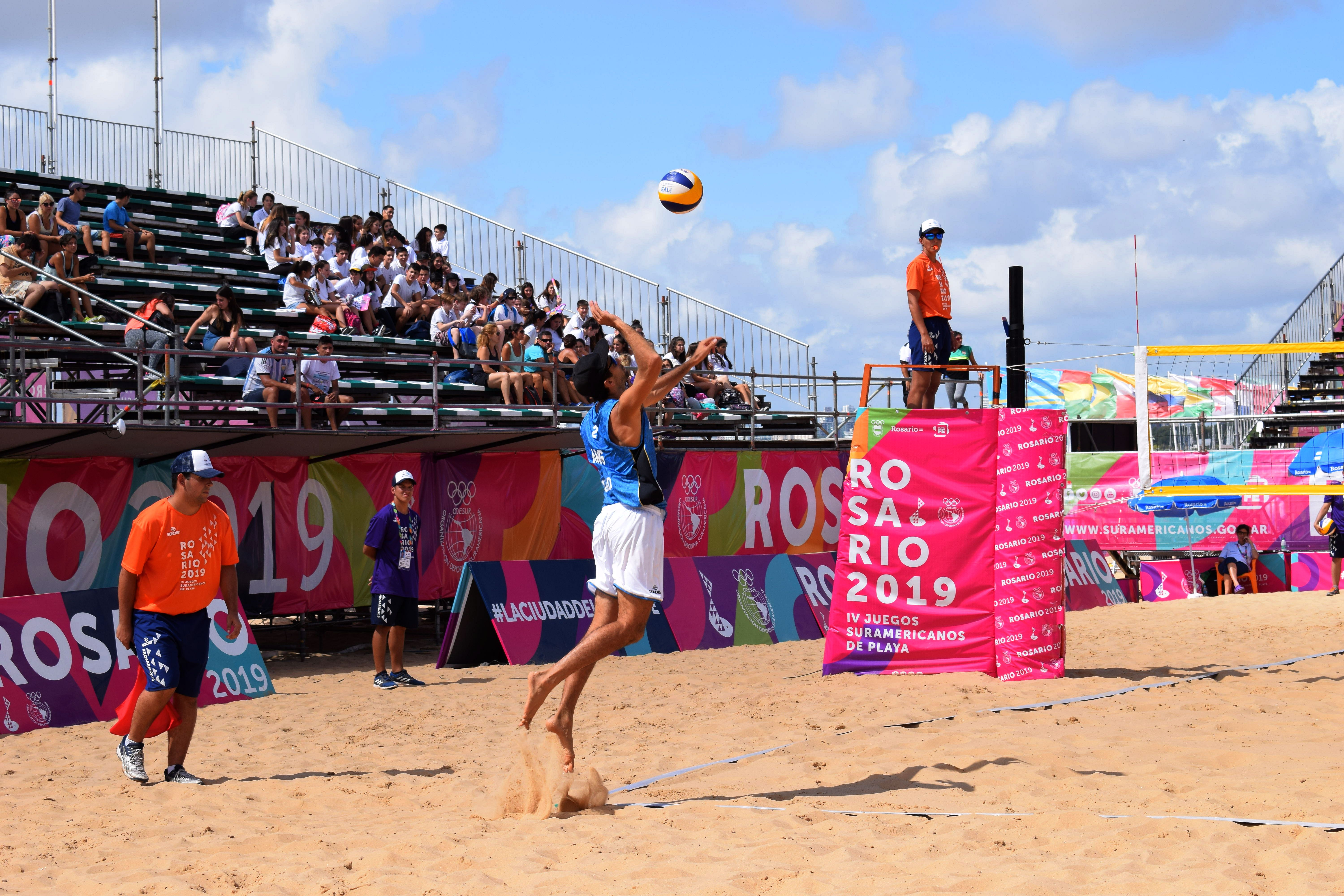
Azaad aan service bij de Zuid-Amerikaanse Strandspelen in Rosario (2019)

Julián Amado Azaad (Cerrito, 26 december 1990) is een Argentijns beachvolleyballer. Met Nicolás Capogrosso won hij een bronzen medaille bij de Pan-Amerikaanse Spelen en nam hij eenmaal deel aan de Olympische Spelen.

## Carrière
Azaad debuteerde in 2012 in de FIVB World Tour, toen hij met Martín Conde aan de Brasilia Open deelnam. Het jaar daarop partnerde hij met Ian Mehamed. Het duo was voornamelijk actief in de Zuid-Amerikaanse competitie en speelde verder vijf wedstrijden in de mondiale toer met een negende plaats in Anapa als beste resultaat. In 2014 deed Azaad met Mehamed aan vijf continentale toernooien mee, alvorens hij drie seizoenen een team vormde met Pablo Bianchi. Het eerste seizoen namen ze deel aan acht internationale toernooien waarbij ze twee negende plaatsen behaalden (Puerto Vallarta en Paraná). Het jaar daarop deed het duo mee aan de wereldkampioenschappen waar de groepsfase na drie nederlagen het eindstation was. Ze namen samen verder deel aan vier wedstrijden in de World Tour. Met Santiago Aulisi was hij verder actief in de continentale competitie en op twee FIVB-toernooien. In 2016 speelden Azaad en Bianchi op vier mondiale toernooien in Brazilië waarbij ze niet verder kwamen dan een zeventiende plaats in Fortaleza. In de Zuid-Amerikaanse competitie behaalde het tweetal meerdere podiumplaatsen waaronder een overwinning in Coquimbo en tweede plaatsen in Ancón, Asunción en La Rioja.
Van 2017 tot en met 2021 vormde Azaad vervolgens een team met Nicolás Capogrosso. Het eerste seizoen deed het duo mee aan vijf reguliere toernooien in de World Tour met een negende plaats in Olsztyn als beste resultaat. Bij de WK verloren ze in de tussenronde van het Poolse tweetal Mariusz Prudel en Kacper Kujawiak. In de continentale toer wonnen ze in Lima en behaalden ze derde plaatsen in Rosario en Maringá. In 2018 kwamen ze in de Zuid-Amerikaanse competitie tot twee overwinningen (Nova Viçosa en Montevideo) en drie tweede plaatsen (Coquimbo, Cañete en Santa Cruz Cabrália). Op mondiaal niveau behaalden Azaad en Capogrosso in Agadir met een derde plek hun eerste podiumplaats. Bij de zeven overige toernooien was een negende plaats in Itapema het beste resultaat. Het daaropvolgende seizoen speelden ze vijf reguliere wedstrijden in de World Tour en namen ze deel aan de WK in Hamburg. Daar werden ze na twee nederlagen en een overwinning in de groepsfase uitgeschakeld. In de continentale competitie behaalden ze tweede plaatsen in São Francisco do Sul en Coquimbo en een derde plaats in Lima. Daarnaast won het duo de zilveren medaille bij de Zuid-Amerikaanse Strandspelen in Rosario achter de Uruguayanen Mauricio Vieyto en Marco Cairus. Bij de Pan-Amerikaanse Spelen in Lima wonnen Azaad en Capogrosso het brons nadat ze de Canadezen Aaron Nusbaum en Michael Plantinga in de troostfinale verslagen hadden.
Eind 2019 deed het duo mee aan het toernooi van Chetumal en in begin 2020 speelden ze twee wedstrijden in de Zuid-Amerikaanse competitie nadat de rest van het seizoen werd gestaakt vanwege de coronapandemie. In 2021 namen ze deel aan zes toernooien in de World Tour met een zeventiende plaats in Sotsji als beste resultaat. Via het continentaal kwalificatietoernooi plaatsten ze zich voor de Olympische Spelen in Tokio, waar ze na drie nederlagen in de groepsfase strandden. Na afloop van het seizoen ging het duo uit elkaar en in 2022 partnerde Azaad met Maciel Bueno in de Beach Pro Tour – de opvolger van de World Tour. Het duo deed mee aan vijf Future-toernooien en kwam daarbij tot drie vijfde plaatsen (Lecce, Ciro Marina en Ljubljana). Het jaar daarop namen Azaad en Bueno deel aan acht toernooien in de mondiale competitie. Ze bereikten de voorrondes van het Challenge-toernooi van Itapema en de kwartfinales van elk van de zes Future-toernooien waar ze aan meededen. In de Zuid-Amerikaanse competitie kwamen ze tot een tweede plaats in Río Hondo. In 2024 speelde Azaad met verschillende partners. Met Bueno nam hij deel aan de kwalificaties van het Challenge-toernooi van Saquarema. Met Ramiro Sancer werd hij onder meer vierde bij het Future-toernooi van Corigliano Rossano en met Enrico Rossi kwam hij in actie in de Italiaanse competitie in Montesilvano.

## Palmares
Kampioenschappen
- 2019:  Zuid-Amerikaanse Strandspelen
- 2019:  Pan-Amerikaanse Spelen

FIVB World Tour
- 2018:  2* Agadir